# David Michael O’Connell

Wappen von David Michael O’Connell

David Michael O’Connell CM (* 21. April 1955 in Philadelphia) ist Bischof von Trenton.

## Leben
David Michael O’Connell trat der Ordensgemeinschaft der Lazaristen bei und empfing am 29. Mai 1982 die Priesterweihe.
Papst Benedikt XVI. ernannte ihn am 4. Juni 2010 zum Koadjutorbischof von Trenton. Die Bischofsweihe spendete ihm der Bischof von Trenton, John Mortimer Fourette Smith, am 30. Juli desselben Jahres; Mitkonsekratoren waren John Joseph Myers, Erzbischof von Newark, und Donald William Wuerl, Erzbischof von Washington.
Als Wahlspruch wählte er Ministrare non ministrari. Nach der Emeritierung John Mortimer Fourette Smiths folgte er ihm am 1. Dezember 2010 als Bischof von Trenton nach.